# Jan Pieter Nicolaas Land

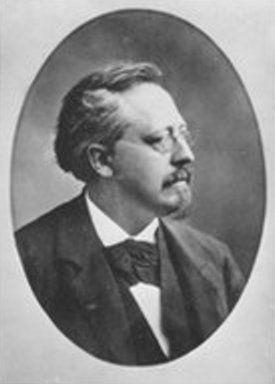
Jan Pieter Nicolaas Land

Jan Pieter Nicolaas Land (* 23. April 1834 in Delft; † 30. April 1897 in Arnhem) war ein niederländischer Orientalist und Philosoph.

## Leben
Jan Pieter Nicolaas wurde als drittes Kind und ältester Sohn des Arztes Axel Lourents Land († April 1841 in Leeuwarden) und der Catharina Elizabeth Hulsbeek geboren. Seine Vorfahren stammten aus Norwegen. Nach dem Tod seines Vaters zog die Mutter nach Dokkum, wo Land die Tagesschule besuchte, danach wechselte er 1843 an die Herrnhuter Schule in Neuwied und 1846 an das städtische Gymnasium in Leeuwarden. 1850 begann er ein Studium der Philosophie und Theologie an der Universität Leiden. Hier hatte er die Vorlesungen von Reinhart Dozy, Theodoor Willem Johannes Juynboll, Abraham Kuenen, Carel Gabriel Cobet, Frederik Kaiser, Jan Hendrik Stuffken und Johannes Henricus Scholten besucht. Am 5. Oktober 1857 wurde er mit einer Untersuchung und Interpretation des Alten Testaments Disputatio de carmine Jacobi, Gen. XLIX zum Doktor der Theologie promoviert. Nach seiner Promotion setzte er seine Studien an der Universitätsbibliothek Leiden und am British Museum in London fort.
1859 zog er nach Amsterdam, wo er Sekretär der niederländischen Bibelgenossenschaft wurde. 1864 wurde er Professor für Philosophie und orientalischen Sprachen am Athenaeum Illustre Amsterdam, welche Aufgabe er am 10. Oktober 1864 mit einer Rede over den zamenhang tusschen weten en gelooven antrat. Am 11. Mai 1872 wurde er Mitglied der Königlich Niederländischen Akademie der Wissenschaften, am 10. September 1872 wurde er zum Professor der Logik, Metaphysik und Geschichte der syrischen und semitischen Sprachen berufen, welches Amt er am 18. November 1872 der Rede de Eenheid van den Geest antrat. Zudem beteiligte er sich auch an den organisatorischen Aufgaben der Hochschule und war 1885/86 Rektor der Alma Mater. Diese Aufgabe legte er mit der Rede over de Oude en de Nieuwe Universiteit nieder. Zudem beschäftigte er sich neben seinen Forschungen auch mit Musik. Auf dem Gebiet der Musikwissenschaft untersuchte er javanische und arabische Musik. So wurde er Mitglied der Gesellschaft Felix Meritis in Amsterdam. Aus gesundheitlichen Gründen, wegen eines Schlaganfalls, wurde er am 30. Dezember 1895 emeritiert und am 1. Januar 1896 in den Ruhestand verabschiedet.
Aus seiner am 7. Juli 1870 in Arnhem geschlossenen Ehe mit Wilhelmina Cremer (* 26. Juli 1844 in Zwolle; † 1919) kennt man die Tochter Louise Land (* 12. Februar 1874 in Leiden).

## Werke (Auswahl)
- Joannes Bischof von Ephesos, der erste Syrische Kirchenhistoriker. Leiden 1856
- Disputatio de carmine Jacobi, Gen. XLIX. Leiden 1857
- Anecdota Syriaca. Leiden 1862–75, 4. Bde
- Redevoering over den zamenhang tusschen gelooven en weten. Amsterdam 1864
- Ons hooger onderwijs. Amsterdam 1868
- Hebreeuwsche Grammatica. Amsterdam 1869, in englisch London 1876
- Over uitspraak en spelling, voornamelijk in de Nederl. Taal. Amsterdam 1870
- Het keerpunt in de wijsgeerige ontwikkeling van Dr. A. Pierson. Amsterdam 1871
- De hoofdstad zetel van Hooger Onderwijs. Amsterdam 1872
- De eenheid van den geest. Leiden 1873
- Beginselen der analytische logica. Leiden 1873
- Ter Nagedachtenis van Spinoza. Leiden 1877, englisch London 1882
- B. de Spinoza Opera. Den Haag 1882–1883, 2. Bde., 2. Aufl. Den Haag 1895, 3. Bde. (mit Vlotens)
- Recherches sur l'histoire de la Gamme arabe. Leiden 1884, Amsterdam 1889
- Het Luitboek van Thysius. Amsterdam 1889
- Inleiding tot de wijsbegeerte. Den Haag 1889
- Over onze kennis der javaansche muziek. Amsterdam 1891
- Joannis episcopi Ephesi Commentarii de beatis orientalibus.
- Arnold Geulincx und seine Philosophie. Den Haag 1891–93, 3. Bde., 1895
- De Wijsbegeerte in de Nederlanden. Den Haag 1899